# Pantai Glagah Indah
Pantai Glagah Indah är en strand i Indonesien.   Den ligger i provinsen Yogyakarta, i den västra delen av landet, 400 km sydost om huvudstaden Jakarta.